# Verkkosaari (ö i Kivijärvi, Salamaperä, Heikinjärvi)
Verkkosaari är en ö i Finland. Den ligger i sjön Heikinjärvi och i kommunen Kivijärvi i den ekonomiska regionen  Saarijärvi-Viitasaari och landskapet Mellersta Finland, i den centrala delen av landet, 300 km norr om huvudstaden Helsingfors. Öns area är 0,1 hektar och dess största längd är 70 meter i nord-sydlig riktning.